# Драган (стадион)
«Драга́н» (или «Драга́у», порт. Estádio do Dragão, буквально: стадион дракона) — домашний стадион футбольного клуба «Порту», расположенный в одноимённом городе Португалии. Построенный специально к чемпионату Европы 2004 года, «Драгау» принял пять матчей первенства.
Открыт 16 ноября 2003 года. Вместимость — 52 202 зрителя. Стадион был построен взамен старого стадиона «Даш Анташ», на котором базировался клуб «Порту» с 1952 года. Название стадиона связано с драконом, изображённым на эмблеме клуба.
Иногда на поле «Драгау» играет свои матчи национальная сборная Португалии.

## История
Строительные работы начались в конце 2001 года, а в ноябре 2003 года стадион был уже завершён. На реализацию проекта было потрачено 97,7 млн евро, 18,5 млн из которых выделило правительство. Дизайн новой арены разработал португальский архитектор Мануэл Салгаду.
Торжественное открытие «Драгау» состоялось матчем «Порту» против «Барселоны» 16 ноября 2003 года. Хозяева выиграли 2:0; в этом матче впервые в составе испанцев вышел на поле 16-летний Лионель Месси.
Стадион изначально строился как домашняя арена «Порту», однако до февраля 2004 года клуб выступал на старом стадионе «Даш Анташ» из-за проблем с газоном.

## Название
Название стадиона происходит от дракона, расположенного на эмблеме клуба. Также «драконы» — это прозвище команды. При выборе названия новому стадиону сперва хотели оставить старое название «Даш Анташ», дать имя в честь игрока Пинга, менеджера Хосе Педрото или президента клуба Пинто да Коста. Однако выбор названия пал на «Драгау».

## Важные матчи и события на стадионе
В рамках чемпионата Европы 2004 года на арене прошёл матч открытия, а также ещё две игры группового этапа, один четвертьфинал и полуфинал. В 2006 году на стадионе проходил концерт The Rolling Stones; другое из значимых событий, прошедших на стадионе — европейский финал «Гонки чемпионов» 2009 года. В 2019 году на стадионе прошёл Финал Лиги наций. 29 мая 2021 года был сыгран английский Финал Лиги Чемпионов между Манчестер Сити и Челси.